# Aeroporto de Yamagata
Aeroporto de Yamagata  (山形空港 Yamagata Kūkō) (IATA: GAJ, ICAO: RJSC ) é um aeroporto de 2ª classe em Higashine, Yamagata, Japão. O aeroporto fica a 23 quilômetros ao norte da cidade de Yamagata.

## História
O Aeródromo de treino de Kamiyama foi aberto pela Marinha Imperial Japonesa na Segunda Guerra Mundial. Foi usado brevemente pelos militares dos Estados Unidos depois da guerra e depois pela força de autodefesa japonesa como uma instalação de treinamento.
Em junho de 1964, foi transferido para o controle civil como "Aeroporto Jinmachi" (神 町 空港), um aeroporto regional de terceira classe. Foi renomeado para aeroporto de Yamagata em 1965. Um destacamento de helicópteros da 6ª Divisão JGSDF  baseou-se no aeroporto desde 1969. A pista foi estendida para 1500 metros em 1972 e o aeroporto foi re-designado como Classe II em 1979. O A pista foi ampliada para 2000 metros em 1981 e um novo edifício terminal concluído em 1984.
Em 1985, a ANA ofereceu cinco voos diários para a Haneda, um dos quais foi operado por um Boeing 767. A JAS começou a atender a Osaka (Itami) e a Sapporo em 1979. O serviço de fretamento internacional começou em 1981 e o aeroporto realizou vários voos charter de longo curso para países como Finlândia, Hungria, Nova Zelândia e México.
Atualmente, o aeroporto é servido pela JAL e FDA usando um Embraer 170 para Tóquio, Osaka e Nagoya.
Durante as consequências do terremoto e do tsunami de Tohoku de 2011, tropas americanas usaram o aeroporto de Yamagata como base para o transporte de combustível e materiais para as áreas de desastre (parte da operação Tomodachi). De acordo com o Ministério da Defesa, esta foi a primeira vez que os militares dos EUA usaram um aeroporto privado no Japão para qualquer outra coisa que não seja o desembarque de emergência.

## Transporte terrestre
O aeroporto tem serviço de ônibus para a estação de Yamagata cronometrado para coincidir com horários de voo de e para Tóquio, Osaka e Nagoya.